# Ittihad Tanger
El IR Tanger o Ittihad Riadi Tanger (en árabe: الاتحاد الرياضي لطنجة‎, lit.'Unión Deportiva de Tánger'), más conocido como IRT, es un club de fútbol profesional de la ciudad de Tánger en el norte de Marruecos, fue fundado en 1919 y actualmente disputa la Botola Pro la máxima categoría del fútbol en Marruecos. El club posee también otras ramas deportivas como Baloncesto y Voleibol.

## Historia

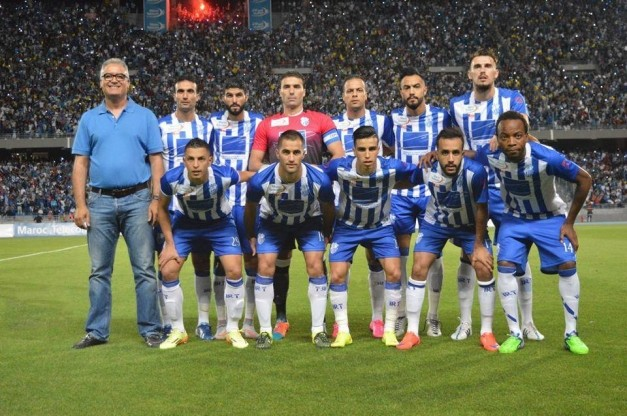
IR Tanger en la temporada 2015–16.

El IR Tanger es el resultado de la fusión de varios clubes, entre estos el más renombrado era el Ittihad Ryadi de Tanger (' Ittihad Ryadi de Tánger') y otros clubes que estaban jugando en la segunda y tercera división de la liga marroquí en el momento. La fusión dio lugar al más importante club de la ciudad de Tánger,mantiene una gran rivalidad con el Moghreb de Tetuán (equipo de la ciudad vecina).
La mejor temporada en la historia del club es, sin duda, la temporada 2017-2018, en la cual se proclamó campeón por cuarta vez en su historia ganando al Moghreb de Tetuán 2-1 en la penúltima jornada.

## Estadio
El club poseía su propio estadio, el Stade de Marchan, construido en 1939 y con capacidad para 10.000 personas, pero debido a la poca capacidad y la alta popularidad del club el recinto se hizo insuficiente. En 2011 el club se mudó al nuevo estadio de la ciudad el Estadio de Tánger Ibn Batuta con una capacidad de 65.000 asientos.

## Palmarés
- Primera División:(5) ; 1989-90, 1999-00, 2010-11,  2017-18, 2022,23
- Copa de marruecos: (5) ; 1987, 1999, 2001, 2019, 2023
- Supercopa de marruecos:(8) ; 1987, 1990, 2000, 2001, 2009,  2018, 2019, 2023
- Champions league CAF (2) ; 2001, 2011
- Conferencia CAF : (2) ; 2019, 2020

## Participación en competiciones de la CAF
| Temporada | Torneo            | Ronda      | Club        | Casa | Visita | Global |  |
| --------- | ----------------- | ---------- | ----------- | ---- | ------ | ------ |  |
| 2017      | Confederation Cup | Preliminar | AS Douanes  | 1–0  | 2–1    | 3–1    |  |
| 2017      | Confederation Cup | 1          | AS Kaloum   | 3–0  | 0–1    | 3–1    |  |
| 2017      | Confederation Cup | Grupo A    | Horoya AC   | 3–2  | 0–2    | 3–4    |  |
| 2018/19   | Champions League  | Preliminar | Elect-Sport | 1–0  | 0-0    | 1-0    |  |
| 2018/19   | Champions League  | 1          | Saoura      | 1–0  | 0–2    | 1-2    |  |
| 2018/19   | Confederation Cup | Play-Off   | Zamalek     | 0-0  | 1-3    | 1-3    |  |